# JQuery
JQuery is een vrije JavaScript-library voor dynamische en interactieve websites, onder andere voor het bewerken van het DOM en CSS en interactie met de webserver (ook bekend als AJAX). De ontwikkeling van jQuery is begonnen door de Amerikaan John Resig.
JQuery is vrijgegeven onder de MIT-licentie en de GNU General Public License.

## Geschiedenis
jQuery ontstond begin 2006 tijdens BarCamp, een internationaal gehouden evenement met conferenties en workshops, en werd ontwikkeld door John Resig, die op zijn beurt was beïnvloed door de bibliotheek cssQuery.
Vanaf 2015 groeide de populariteit van jQuery elk jaar, en in 2018 werd de techniek al op ruim driekwart van de wereldwijde top 1 miljoen websites toegepast.

## Eigenschappen
JQuery heeft de volgende eigenschappen:
- DOM-elementen kunnen geselecteerd worden met code die op meerdere webbrowsers werkt
- DOM doorlopen en wijzigen (met ondersteuning voor CSS 1-3)
- Gebeurtenissen (Events)
- CSS-manipulatie
- Effecten en animaties
- AJAX
- Uitbreidbaar met plug-ins
- Hulpmiddelen (Utility's), zoals browserversie en de each-functie

## Versies
| Versie | Verschijningsdatum | Laatste update            | Extra |
| ------ | ------------------ | ------------------------- | --- |
| 1.0    | 26 augustus 2006   | 1.0.4 (12 december 2006)  | Eerste stabiele versie. |
| 1.1    | 14 januari 2007    | 1.1.4 (24 augustus 2007)  | |
| 1.2    | 10 september 2007  | 1.2.6 (24 mei 2008)       | |
| 1.3    | 14 januari 2009    | 1.3.2 (20 februari 2009)  | Sizzle Selector Engine geïntroduceerd in de core. |
| 1.4    | 14 januari 2010    | 1.4.4 (11 november 2010)  | |
| 1.5    | 31 januari 2011    | 1.5.2 (31 maart 2011)     | Deferred callback management. |
| 1.6    | 3 mei 2011         | 1.6.4 (12 september 2011) | Grote prestatieverbetering in attr()- en val()-functies. |
| 1.7    | 3 november 2011    | 1.7.2 (21 maart 2012)     | |
| 1.8    | 9 augustus 2012    | 1.8.3 (13 november 2012)  | |
| 1.9    | 15 januari 2013    | 1.9.1 (4 februari 2013)   | |
| 1.10   | 24 mei 2013        | 1.10.2 (3 juli 2013)      | |
| 1.11   | 24 januari 2014    | 1.11.2 (18 december 2014) | |
| 1.12   | 8 januari 2016     | 1.12.4 (20 mei 2016)      | Laatste versie met ondersteuning voor Internet Explorer 6 en 7.                                                                                                 |
| 2.0    | 18 april 2013      | 2.0.3 (3 juli 2013)       | Einde van ondersteuning voor Internet Explorer 6, 7 en 8. |
| 2.1    | 24 januari 2014    | 2.1.4 (28 april 2015)     | |
| 2.2    | 8 januari 2016     | 2.2.4 (20 mei 2016)       | |
| 3.0    | 9 juni 2016        |                           | Vervangt de 1.x- en 2.x-serie door een normale en compat-versie.                                                                                                |
| 3.1    | 7 juli 2016        | 3.1.1 (22 september 2016) | |
| 3.2    | 16 maart 2017      | 3.2.1 (20 maart 2017)     | |
| 3.3    | 20 januari 2018    | 3.3.1 (20 januari 2018)   | Verouderde functies verwijderd, functies die klassen accepteren worden nu ook in array-formaat ondersteund.                                                     |
| 3.4    | 10 april 2019      | 3.4.1 (1 mei 2019)        | Prestatieverbeteringen, ondersteuning voor nonce en nomodule, bugfixes voor radio-elementen, een kleine beveiligingsfout opgelost.                              |
| 3.5    | 10 april 2020      | 3.5.1 (4 mei 2020)        | Beveiligingsfouten opgelost, de methoden .even() en .odd(), jQuery.trim gemarkeerd als verouderd.                                                               |
| 3.6    | 2 maart 2021       | 3.6.4 (8 maart 2023)      | Diverse opgeloste fouten |
| 3.7    | 11 mei 2023        | 3.7.1 (28 augustus 2023)  | Sizzle werd volledig opgenomen in jQuery, nieuwe methode .uniqueSort(), meer ondersteuning voor CSS-elementen zonder opgegeven eenheden, verbeterde prestaties. |

## Voorbeelden
De functionaliteit van jQuery kan op meerdere manieren benaderd worden. Zo kan bijvoorbeeld elke functie op twee manieren aangeroepen worden: met jQuery en met $. Ook methodes werken op deze manier, bijvoorbeeld $.ajax(). Het is tevens mogelijk om methodes aan elkaar te koppelen via chaining.
```
$
(
'div.test'
)

  
.
on
(
'click'
,
 
handleTestClick
)

  
.
addClass
(
'foo'
);

```

Enkele andere voorbeelden:
```
//Als het document klaar is met laden (met uitzondering van afbeeldingen), voer dan een functie uit.

//Dit wordt veel gebruikt bij JQuery om er zeker van te zijn dat alle elementen aanpasbaar zijn

$
(
document
).
ready
(
function
()
 
{

  
alert
(
"Hallo gebruiker, alle DOM-elementen zijn geladen!"
);

});

// selecteer alle paragrafen met de klasse foo en voeg de klasse bar toe

$
(
"p.foo"
).
addClass
(
"bar"
);

// doorloop elk element van de lijst [1,2,3] en pas de gegeven functie toe

$
.
each
([
1
,
2
,
3
],
 
function
()
 
{

  
document
.
write
(
this
 
+
 
1
);

});

// stuur een POST-verzoek naar some.php met de gegeven parameters

// en geef - indien succesvol - een alert met de data die de webserver terugstuurt

$
.
ajax
({

  
type
:
 
"POST"
,

  
url
:
 
"some.php"
,

  
data
:
 
"name=John&location=Boston"
,

  
success
:
 
function
(
msg
){

    
alert
(
 
"Data Saved: "
 
+
 
msg
 
);

  
}

});

```